# Clinoferriholmquistita
La clinoferriholmquistita és un mineral de la classe dels silicats que pertany al grup del nom arrel clinoholmquistita.

## Característiques
La clinoferriholmquistita és un silicat de fórmula química ◻{Li₂}{Mg₃Fe3+₂}(Si₈O22)(OH)₂. Va ser aprovada com a espècie vàlida per l'Associació Mineralògica Internacional l'any 2014. Cristal·litza en el sistema monoclínic. La seva duresa a l'escala de Mohs és 6.
L'exemplar que va servir per a determinar l'espècie, el que es coneix com a material tipus, es troba conservat Museu Nacional de Ciències Naturals de Madrid.
L'espècie que ara s'anomena clinoferriholmquistita va ser publicada originalment com a ferriottoliniïta l'any 2001. L'any 2012, després de la publicació de la nova nomenclatura per als amfíbols de 2012, va ser canviat el nom per l'actual i l'arrel ottoliniita va ser desacreditada.

## Formació i jaciments
Va ser descoberta a Arroyo de la Yedra, a Manzanares el Real (Comunitat de Madrid, Espanya), sent l'únic indret de tot el planeta on ha estat descrita aquesta espècie mineral.